# Govin Singh
Govin Singh (Tentha, India, 3 de enero de 1988) es un exfutbolista de India que jugaba en la posición de defensa.

## Carrera

### Club
| Periodo   | Club                    | Apariciones | Goles |
| --------- | ----------------------- | ----------- | ----- |
| 2006-2007 | Bangalore FC            | 10          | 0     |
| 2007–2009 | Churchill Brothers      | 16          | 0     |
| 2009–2011 | East Bengal             | 16          | 0     |
| 2011      | Salgaocar FC            | 5           | 0     |
| 2011–2012 | United Sikkim           | 0           | 0     |
| 2012–2013 | Shillong Lajong         | 4           | 1     |
| 2014      | Delhi Dynamos           | 10          | 0     |
| 2014–16   | Royal Wahingdoh         | 17          | 0     |
| 2015–16   | → FC Pune City (cedido) | 14          | 0     |
| 2016–18   | NEROCA FC               | 32          | 1     |
| 2018–2019 | Aizawl FC               | 14          | 1     |
| 2019–2020 | Southern Samity         | 10          | 0     |

### Selección nacional
Jugó para India en cuatro ocasiones en 2011 incluyendo la Copa Asiática 2011.

## Logros

### Club
- I-League (1): 2008-09
- Copa Durand (1): 2009
- I-League 2 (2): 2014, 2016-17

### Selección nacional
- Campeonato de la SAFF (1): 2011